# Кенгирбай Жандосулы

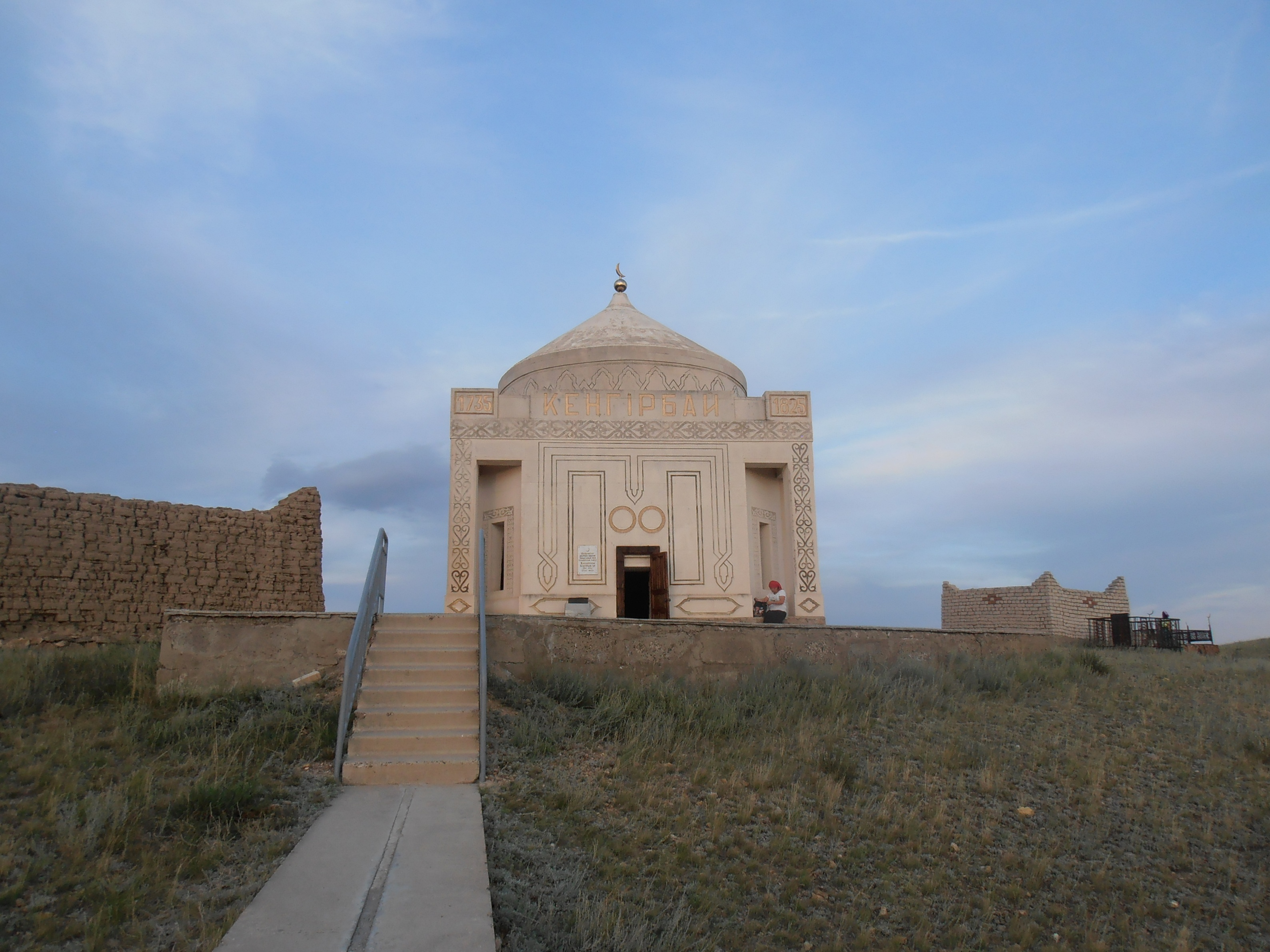
Мавзолей Кенгирбая би (2018 год).

Кенгирба́й Жандосулы́ (каз. Кеңгірбай би) (1735, побережье р. Кенгир — 1825, Чингизтау) — казахский би (судья), предок поэта Абая Кунанбаева. 

## Биография
Выходец из племени аргын рода тобыкты Среднего жуза. Внук казахского государственного деятеля и правоведа Анет Баба Кишикулы (1626—1723).
Был известен своей благосклонностью к исламу, выступил инициатором переселения в среду своего народа представителей рода кожа; в частности, Абди (предка писателя Мухтара Ауэзова).
Жизнь Кенгирбая описана в дастанах «Кенгирбай би» Байкокше и «Абылай-хан». Его имя упоминается в произведениях Шакарима, М. Ауэзова, А. Кудайбердиева, С. Муканова, А. Алимжанова, М. Магауина и других поэтов и писателей. 
22 августа 1996 года в Абайском районе прошли празднования в честь Кенгирбая. В том же году аул Олжабай переименован в Кенгирбай би, а также обновлён построенный в 1825 году Кунанбаем Оскенбаевым (правнуком Кенгирбая и отцом Абая) мавзолей в заповеднике Жидебай на берегу Ши. На месте старого купола возведён новый высотой 8 м, шириной 4 м.